# Louis Hyacinthe Boivin
Louis Hyacinthe Boivin (Compiègne, Oise, 27 de agosto de 1808  - Brest, 7 de diciembre de 1852) fue un botánico y explorador francés.

## Biografía
Realizó frecuentes expediciones, en nombre del Museo Nacional de Historia Natural de Francia, a las costas de África e islas Canarias. Entre 1847 y 1852, visitó el sudoeste del océano Índico, recorriendo las islas y archipiélagos de Madagascar, Comores, La Réunion y Seychelles, reuniendo una inmensa e importante colección de especímenes, depositados en el Museo de París.
Identificó y clasificó un buen número de especies nuevas y otras se nombraron en su honor, como Psiadia boivinii, una planta endémica de la isla de La Réunion, y Blaesodactylus boivini, un lagarto endémico de Madagascar. El género de plantas Bivinia le fue igualmente dedicado.
Falleció víctima de la malaria. 

## Honores

### Taxas eponimicas
Géneros
- Familia Sapotaceae Boivinella A.Camus -- Bull. Soc. Bot. France 72: 175. 1925 (IK)
- Familia Poaceae Boivinella Pierre ex Aubrév. & Pellegr. -- Bull. Soc. Bot. France 105: 37. 1958 (IK)